# Nora Aunor
Nora Aunor (geboren als Nora Cabaltera Villamayor) (Iriga City, 21 mei 1953 – 16 april 2025) was een Filipijns actrice, zangeres en producent. Aunor, die wel wordt gezien als de "superster van de Filipijnse amusementsindustrie", werd in haar carrière veelvuldig onderscheiden. Ze speelde in ruim 170 films en won alle belangrijke Filipijnse filmprijzen meerdere malen. Zo won ze de FAMAS Award voor beste actrice vijfmaal, de Gawad Urian zesmaal, en de FAS Award en Star Award elk viermaal. In 1995 won ze voor haar rol in de film 'The Flor Contemplacion Story' in hetzelfde jaar al deze prijzen en daarmee de zogenaamde 'Grand Slam'. Sinds 2018 is Aunor nationaal kunstenaar van de Filipijnen.

## Carrière
Aunor werd bekend door haar deelname aan de 'Tawag ng Tanghalan' een tv-show waarin amateurzangers het tegen elkaar op konden nemen. Voordat ze zich inschreef voor deze show deed ze ervaring op in de radio shows 'Darigold Jamboree' en 'The Liberty Big Show'. Na haar succesvolle optredens in deze radioprogramma's deed ze mee aan de televisie show 'Darigold Jamboree's Bulilit' op Channel 11. Hierbij werd ze begeleid door de zus van haar moeder Belen Aunor. Omdat er was afgesproken dat haar tante zich zou voordoen als haar moeder schreef ze zich in als Nora Aunor, de naam die gedurende haar lange carrière haar artiestennaam zou blijven. Nadat ze in het het programma 14 weken op rij had gewonnen schreef ze zich in voor 'Tawag ng Tanghalan', dat in die tijd de meest prestigieuze zangcompetitie was. Hoewel ze in eerste instantie verloor, deed ze het in een tweede poging veel beter en was ze weer 14 weken achteen de ongeslagen winnares. Het was een begin van een succesvolle zangcarrière. Ze maakte een cover van 'Moonlight Becomes You', trad op in televisie- en radioshows en produceerde diverse goedverkochte albums zoals Nora Aunor Sings: Mga Awiting Pilipino, Awitin ng Puso, Mga Awiting Pamasko en Ang Tindera.
Door haar succesvolle zangcarrière verwierf ze in 1967 een contract bij filmproducent Sampaguita Pictures. Voor deze filmproducent speelde ze de jaren erna in films als 'All Over the World' (1967), 'Way Out in the Country' (1967), 'Cinderella A-Go-Go' (1967) en 'Ye-Ye Generation' (1969). In de jaren erna speelde behalve in films van Sampaguita Pictures ook in films van Tower Productions. Dit leidde tot een rechtszaak wegens contractbreuk waarbij met Sampaguita na twee jaar in het gelijk werd gesteld. In deze tijd begon Aunor ook haar eigen filmproductiebedrijf genaamd, Nora Villamayor Productions. Ze produceerde films als 'Carmela', 'Super Gee', 'Paru-parong Itim', 'Ander Di Saya si Erap', 'As Long as There’s Music', 'Banaue', 'Niño Valiente' en 'Batu-bato sa Langit'.
In de door haar produceerde film Banaue uit 1974, speelde ze de hoofdrol samen met acteur Christopher de Leon. De film sleepte zeven nominaties voor de FAMAS Award in de wacht, waaronder die voor beste film, voor beste actrice (Aunor) en acteur (De Leon). Enkele maanden voor de première van de film in april 1975 trouwde Aunor in het geheim met Cristopher de Leon en nog hetzelfde jaar beviel Aunor van hun eerste kind Kristoffer Ian.
In 1982 speelde ze de rol van Elsa in de film 'Himala' van regisseur en Nationaal artiest van de Filipijnen Ishmael Bernal. De film die diverse nominaties en prijzen in de wacht sleepte, waaronder een Gouden Beer op het filmfestival van Berlijn werd in 2008 door bezoekers van de website van CNN gekozen tot beste Aziatische film ooit.
In 1983 kreeg Aunor de onderscheiding 'Ten Outstanding Women in the Nation’s Service' (TOWNS) toegekend.
In 1999 was Aunor een van de 100 Filipijnse artiesten, en de enige actrice, die de onderscheiding Centennial Honors for the Arts kreeg voor haar bijdrage aan de Filipijnse filmindustrie.
Aunor overleed op 71-jarige leeftijd. 

## Prijzen als filmactrice
- 1976 - FAMAS Award voor beste actrice, Tatlong Taong Walang Diyos
- 1976 - Gawad Urian, beste actrice, Tatlong Taong Walang Diyos
- 1979 - FAMAS Award voor beste actrice, Ina Ka ng Anak Mo
- 1980 - Gawad Urian, beste actrice, Bona
- 1984 - FAMAS Award voor beste actrice, Bulaklak sa City Jail
- 1989 - FAMAS Award voor beste actrice, Bilangin ang Bituin sa Langit
- 1989 - Gawad Urian, beste actrice, Bilangin ang Bituin sa Langit
- 1990 - FAMAS Award voor beste actrice, Andrea, Paano Maging Isang Ina
- 1990 - Gawad Urian, beste actrice, Andrea, Paano Maging Isang Ina
- 1991 - FAMAS beste actrice, Hall of Fame
- 1991 - Gawad Urian, beste actrice van het decennium
- 1995 - FAMAS Circle of Excellence
- 1995 - Gawad Urian, beste actrice, The Flor Contemplacion Story
- 1996 - Gawad Urian, beste actrice, Bakit May Kahapon Pa?
- 2001 - Gawad Urian, beste actrice van het decennium